# Bob Weinstein
Bob Weinstein, właściwie Robert Weinstein (ur. 18 października 1954 w Nowym Jorku) – amerykański producent filmowy. Wraz z bratem Harveyem założyciel i współprezes wytwórni filmowych Miramax, Dimension Films oraz The Weinstein Company. Był producentem takich filmów jak: Pulp Fiction, Angielski pacjent, Zakochany Szekspir czy Gangi Nowego Jorku czy filmowej trylogii Władca Pierścieni.

## Życiorys
Urodził się 18 października 1954 w nowojorskim Queens w żydowskiej rodzinie. W 1979, wraz ze swoim bratem Harveyem, założył wytwórnię filmową Miramax. Nazwa pochodzi od imion ich rodziców – Miriam i Max.
Wytwórnia na przełomie lat osiemdziesiątych i dziewięćdziesiątych XX wieku stała się, jako dystrybutor i producent, dominującym graczem amerykańskiego kina niezależnego. W 1993 bracia sprzedali firmę The Walt Disney Company, ale kierowali nią do 2005. W 2005 odeszli, zakładając The Weinstein Company, którym wspólnie kierowali do 2017. W 2017, po tym, jak Harvey został zwolniony z uwagi na oskarżenia o molestowanie seksualne, Bob został jedynym prezesem firmy.
Wspólnie z bratem jest laureatem takich nagród, jak:  Nagrody Britannia za najlepszy film, Gotham Award, GLAAD Media Award, specjalnej nagrody jury British Independent Film Awards, Saturna, DVD Exclusive Award czy Producers Guild of America Award.
Był producentem ponad 300 filmów jako producent lub producent wykonawczy.